# Gelsenkirchen-Resse
Gelsenkirchen-Resse is een stadsdeel van Gelsenkirchen (Noordrijn-Westfalen). Resse telt ongeveer 12.100 inwoners en ligt ten noorden van het Rijn-Hernekanaal op ongeveer 7 km van het centrum van Gelsenkirchen.